# Луцара (Италия)
Луца̀ра (на италиански: Luzzara, на местен диалект Lüsèra, Люзера) е малък град и община в Северна Италия, провинция Реджо Емилия, регион Емилия-Романя. Разположен е на 22 m надморска височина. Населението на общината е 8496 души (към 1 януари 2023 г.).